# Cesar Zuiderwijk

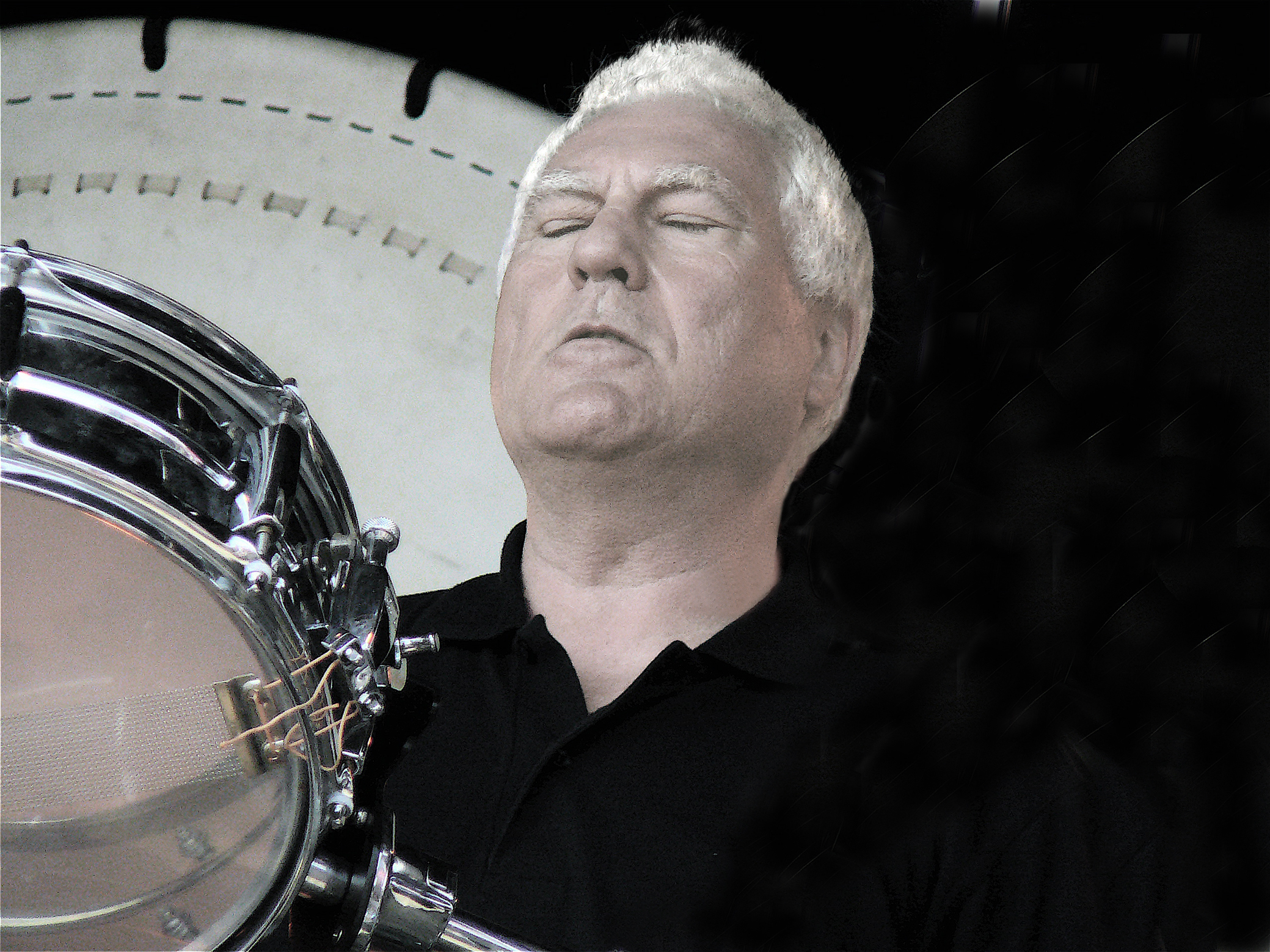

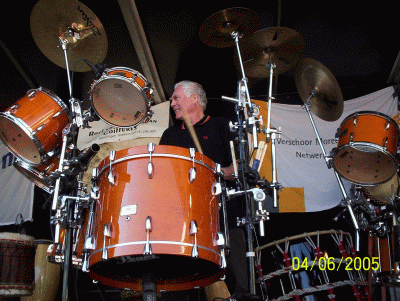

Cesar Zuiderwijk (geboren als Cornelis Johannes Zuiderwijk; * 18. Juli 1948 in Den Haag Niederlande) ist ein niederländischer Schlagzeuger. Er ist vor allem bekannt als langjähriges Mitglied der niederländischen Rockband Golden Earring, die 1973 mit Radar Love einen Welthit landete.

## Leben
Mit zwölf Jahren begann Zuiderwijk zunächst Gitarre zu spielen, wechselte dann aber nach zwei Jahren zum Schlagzeug. Als Schlagzeuger spielte er in verschiedenen Gruppen, wie unter anderem in seiner Schulband „René & His Alligators“, „Hu & The Hilltops“ und „Livin' Blues“.

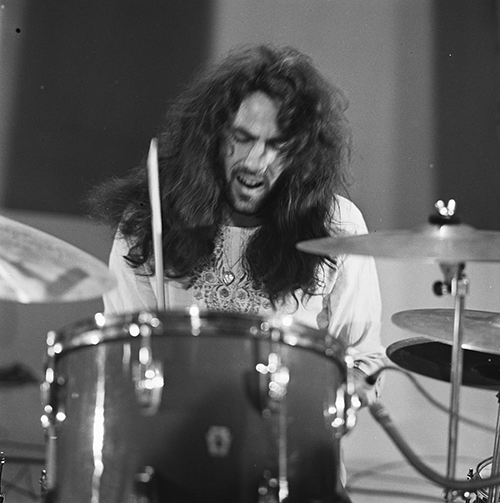
Zuiderwijk (Toppop, 1971)

1971 wurde er Nachfolger von Sieb Warner als Schlagzeuger von Golden Earring. Seit dieser Zeit spielt die Band in unveränderter Besetzung, in der sie ihre größten Erfolge hatte. Radar Love (1973) war eine ihrer ersten in den USA veröffentlichten Singles und wurde zum Welthit.
Im September 1992 spielte Zuiderwijk mit Unterstützung des niederländischen Musikdozenten Luc van der Vloet mit 1.000 anderen Schlagzeugern „Radar Love“ live im Hafen von Rotterdam und erhielt damit einen Eintrag ins Guinness-Buch der Rekorde.
Im Jahre 2000 ging er mit „Percossa Percussion“ auf Tour, als Golden Earring ein Jahr pausierten.
Zuiderwijk ist dafür bekannt, bei jedem Auftritt ein fulminantes Schlagzeugsolo darzubieten.

## Soloveröffentlichung
- Alle gekheid met een stokje (2000 - DVD mit Percossa)